# Riverhead Books
Riverhead Books es una división de libros. Fundada en 1993 por Susan Petersen Kennedy. A partir de 2015, Riverhead está por el control de la vicepresidenta, Geoffrey Kloske, y siendo una división de libros de Penguin Group.

## Escritores
- Cass Browne
- Marlon James
- Junot Díaz
- George Saunders
- Khaled Hosseini
- Nick Hornby
- Anne Lamott
- Patricia Lockwood
- Sarah Vowell
- Tenzin Gyatso
- Chang-rae Lee
- Meg Wolitzer
- Dinaw Mengestu
- Daniel Alarcón
- Daniel H. Pink
- Steven Berlin Johnson
- Jon Ronson
- Elizabeth Gilbert
- James McBride

El 26 de octubre de 2006, se lanzó la autobiografía Rise of the Ogre, de la banda virtual británica Gorillaz, de Cass Browne.

## Reconocimientos
El 24 de agosto de 2011, los escritores de Riverhead ganaron el Premio de Paz Literario de Dayton.
El 25 de septiembre de 2013, el escritor de Riverhead; Peter Matthiessen, ganó la Beca MacArthur, por su revista Paris Review.